# 波莫納鎮區 (伊利諾伊州傑克遜縣)
波莫納鎮區（英語：Pomona Township）是位於美國伊利諾伊州傑克遜縣的一個行政鎮區。

## 地方資料
根據2010年美國人口普查的數據，波莫納鎮區的面積為136.60平方千米，當中陸地面積為129.50平方千米，而水域面積為7.10平方千米。當地共有人口773人，而人口密度為每平方千米5.66人。